# Rusty Cooley
Rusty Cooley, född 27 april 1970 i Texas, är en amerikansk gitarrist, känd för sin snabba spelstil ("shredding"). Mellan 1989 och 1993 var han med i bandet Revolution, för att sedan en kort tid, till 1995, vara med i ett eget band som han kallade Dominion. Han korades omkring 1995 till Houstons bäste gitarrist. Han var mellan 1997 och 2009 medlem i bandet Outworld. Gitarrister som har inspirerad Cooley är bland annat Randy Rhoads, Yngwie Malmsteen, Steve Vai, Paul Gilbert, Vinnie Moore och Tony MacAlpine.

## Diskografi (urval)
Soloalbum
- 2003 – Rusty Cooley

Studioalbum med Outworld
- 2009 – Outworld

Som gästmusiker
- 2008 – Awaken the Dreamers (med All Shall Perish)
- 2009 – Double Brutal (med Austrian Death Machine)
- 2009 – Molecular Heinosity (med Derek Sherinian)
- 2009 – Baker's Dozen (med The Sean Baker Orchestra)
- 2010 – In Dreams (med After the Burial)
- 2013 – Intermezzo (med Michael Angelo Batio)
- 2014 – Infused (med Rings of Saturn)